# 植物成長調整剤
植物成長調整剤（しょくぶつせいちょうちょうせいざい、plant growth regulator;PGR）とは、植物の成長を促進（または抑制）、着果促進、発根促進などの成長調整作用のある薬剤をいう。植調と略したり、植物生長調整剤や植物生育調整剤ということもある。
植物成長調整剤は、その性質上、植物ホルモンまたはそれに拮抗するような薬剤が多い。
しかし、次のような化学的反応や物理的な作用による薬剤もある。
- 種籾（たねもみ）に薬剤をまぶしてから植えて、薬剤と水分との反応によって酸素を放出させ発芽率を向上させる。
- 葉面に薬剤を散布することにより、気孔を塞いて水の蒸散を抑えて植え痛みを防ぐ。